# Luagebek
Der Luagebek ist ein osttimoresischer Berg im Suco Lebos (Verwaltungsamt Lolotoe, Gemeinde Bobonaro). Sein Gipfel befindet sich im Nordosten der Aldeia Mapelai. Er hat eine Höhe von 1089 m und liegt zwischen den Dörfern Ibuk im Südwesten und Mapelai im Nordosten. Südwestlich befindet sich zudem der Berg Altolebos (1148 m) und südlich das Quellgebiet des llatil, eines Nebenflusses des Ruiketan.